# Oberottmarshausen
Oberottmarshausen település Németországban, azon belül Bajorországban. Lakosainak száma 1785 fő (2023. december 31.).

## Népesség
A település népessége az elmúlt években az alábbi módon változott:
| Lakosok száma | 277  | 604  | 830  | 1033 | 1637 | 1687 | 1732 | 1697 | 1741 | 1785 |
|               | 1875 | 1950 | 1975 | 1987 | 2012 | 2014 | 2016 | 2017 | 2021 | 2023 |